# Rhapsodie op. 1 (Bartók)
Die Rhapsodie op. 1 von Béla Bartók ist ein bedeutendes Werk in der musikalischen Laufbahn des ungarischen Komponisten, dessen Komposition er 1904 vollendet hat. Dieses Stück markiert als frühes Meisterwerk in Bartóks umfangreichem Œuvre einen Wendepunkt in seiner künstlerischen Entwicklung und legte als Schlüsselwerk den Grundstein für seine spätere intensive Auseinandersetzung mit der osteuropäischen Volksmusik.

## Entstehung und Hintergrund

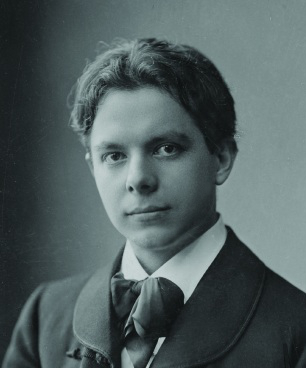
Béla Bartók zur Entstehungszeit dieser Komposition (1903/04)

Die Rhapsodie op. 1, Sz. 26, BB 36, wurde im Jahr 1904 als Komposition für Klavier (BB 36a) von Béla Bartók vollendet. Ein Jahr später schrieb er eine Version für Klavier und Orchester (BB 36b). Dieses Werk städtisch-ungarischen Dialekts war besonders wichtig für Bartók, da es den Beginn seiner dritten Schaffensperiode markierte, in der er begann, sich intensiv mit der Volksmusik Rumäniens und Ungarns zu beschäftigen. Die Rhapsodie wurde Emma Gruber (1863–1958) gewidmet, der späteren Ehefrau von Zoltán Kodály, der ihm bei seinen musikalischen Nachforschungen mit Hinweisen und Ratschlägen half. Die virtuose Klavierkomposition zeichnet sich durch ihre „aufwendigen Texturen und sektionalen Kontraste“ aus, die an das Modell von Franz Liszt erinnern.
Das Musikstück wurde am 4. November 1906 als Béla Bartók, piano in Pozsony uraufgeführt. Die Erstveröffentlichung erschien 1908 beim Budapester Musikverlag Rózsavölgyi és Társa.

## Struktur und musikalische Merkmale
Die Rhapsodie wurde in einem Satz namens Mesto (Adagio) komponiert und hat eine Spieldauer von etwa 21 Minuten, während eine später geschaffene gekürzte Version nur die Hälfte der Gesamtdauer aufweist. Die Komposition beginnt mit einem 14-minütigen Adagio molto, das sich langsam und dramatisch entfaltet und durch einige donnernde, virtuose Passagen einen ausgeprägten Einfluss von Franz Liszt enthüllt. Bartók demonstriert in diesem Abschnitt eindrucksvoll seine Fähigkeit, das Dämonische mit dem Sakralen zu verschmelzen und das Himmlische mit dem Bedrohlichen zu kontrastieren. Der zweite Abschnitt, der als Poco allegretto gekennzeichnet ist, präsentiert sich lebendig und farbenreich und bewegt sich von schelmisch-zarten und diabolischen Elementen hin zu dramatisch-donnernden Passagen. Kritiker haben häufig darauf hingewiesen, dass die lockere Struktur zwei kontrastierende Abschnitte verlangt, obwohl dies in der Partitur nicht so gekennzeichnet ist. Bartók verwendete einen „Lisztianischen Stil“ mit sehr aufwendigen und weiten Akkorden sowie langen und reich verzierten, sogenannten ungarischen Skalen und Arpeggien.

## Rezeption und Bedeutung
Als Bartók die Komposition 1905 beim Anton-Rubinstein-Wettbewerb in Paris einreichte, erhielt sie keine offizielle Anerkennung. Dennoch erkennen Kritiker an, dass dieses Werk ein erster Schritt für seine späteren Kompositionen war. Während Kenner von Bartóks Musik, die in diesem Werk die Offenbarung unbekannter und mutiger stilistischer Züge des Komponisten erhoffen, möglicherweise enttäuscht werden, können diejenigen, die bereit sind, sich auf Bartóks Liszt-geprägte Schaffensphase einzulassen und deren substanziellen Wert zu erkennen, aus der 21-minütigen Komposition einen bedeutenden Erkenntnisgewinn ziehen. Die Rhapsodie op. 1 wird als ein fein gearbeitetes, aber abgeleitetes Werk betrachtet, dessen Länge möglicherweise nicht vollständig gerechtfertigt ist. Trotz dieser gemischten Kritik spielte die Rhapsodie eine entscheidende Rolle in Bartóks künstlerischer Entwicklung und seinem zunehmenden Interesse an der Volksmusik, was einen wesentlichen Einfluss auf sein späteres Schaffen hatte.